# Ore 9: lezione di chimica
Ore 9: lezione di chimica è un film del 1941 diretto da Mario Mattoli.
La pellicola ha fatto parte della selezione italiana alla Mostra del cinema di Venezia del 1941. Appartiene al filone "collegiale" ed ebbe un notevole successo commerciale.

## Trama
Nel prestigioso collegio femminile di Villafiorita, tutte le allieve sono innamorate del professor Marini, il giovane insegnante di chimica, e tra di esse l'intraprendente ed indisciplinata Anna. Costei è convinta che la sua compagna Maria, che è invece educata e studiosa, sia una spia della direttrice. Quando Anna viene punita a causa del suo diario, crede ad una delazione di Maria e decide di vendicarsi. L'occasione arriva una notte in cui Anna e altre allieve si aggirano nella cucina del collegio, dove vedono Maria abbracciata ad un uomo. Le ragazze pensano di aver intravisto in quell'uomo proprio il professor Marini. Anna quindi, per gelosia e vendetta, denuncia i due come amanti. Maria fugge dal collegio, facendo perdere le sue tracce in una notte di tempesta.
Quando Maria viene ritrovata ferita, Anna, pentita, si offre per una trasfusione di sangue che salverà la vita alla compagna. Intanto è emerso che l'uomo intravisto quella notte era in realtà il padre di Maria, che vive nascosto perché accusato ingiustamente di un reato e che sta così raccogliendo le prove della sua innocenza. Durante il saggio teatrale di fine corso le ragazze, finalmente unite, chiedono ed ottengono che Maria possa restare nel collegio. Anna riuscirà a coronare il suo sogno d'amore con il bel professor Marini. 

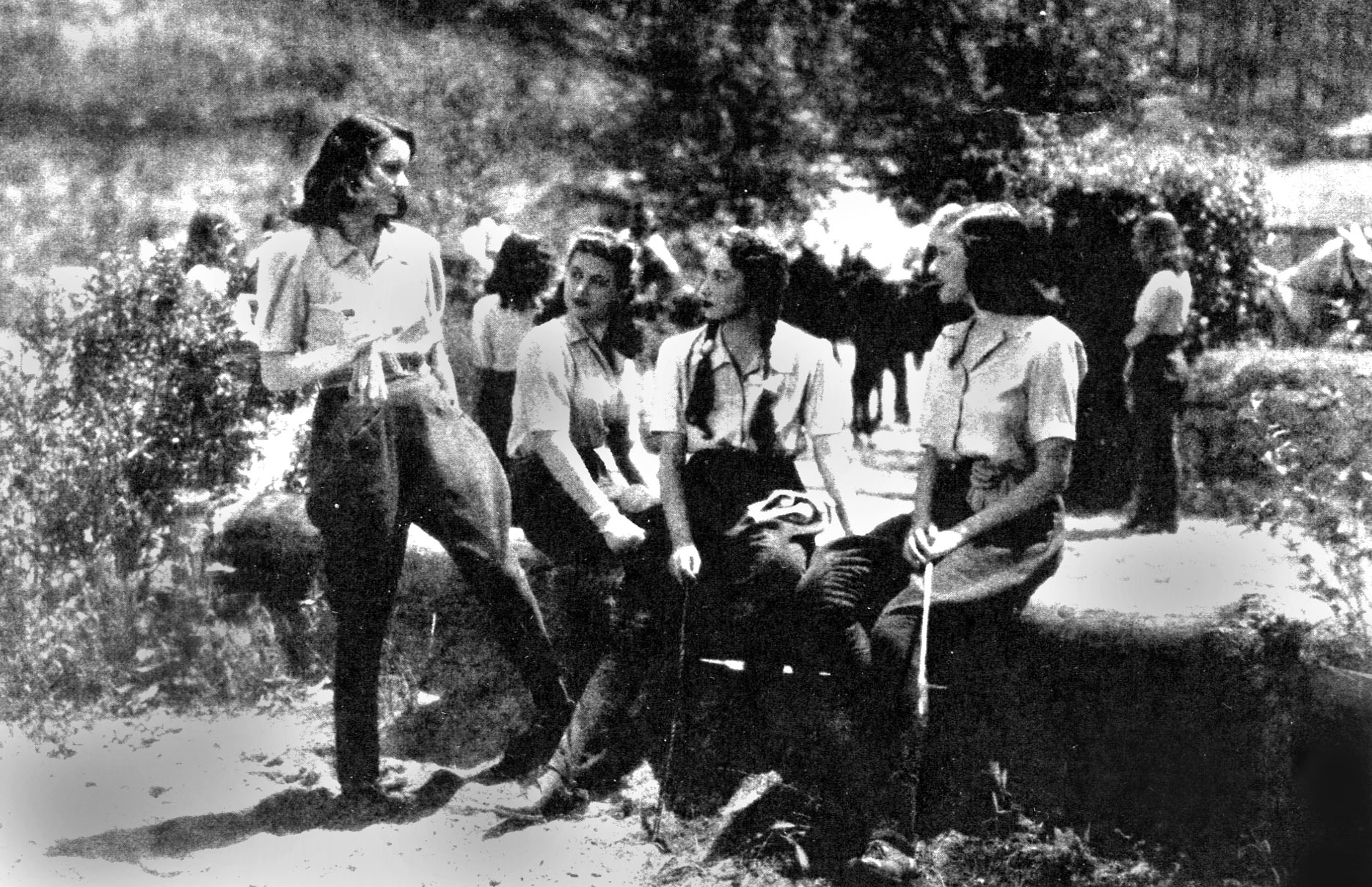
Le collegiali presso un maneggio ippico

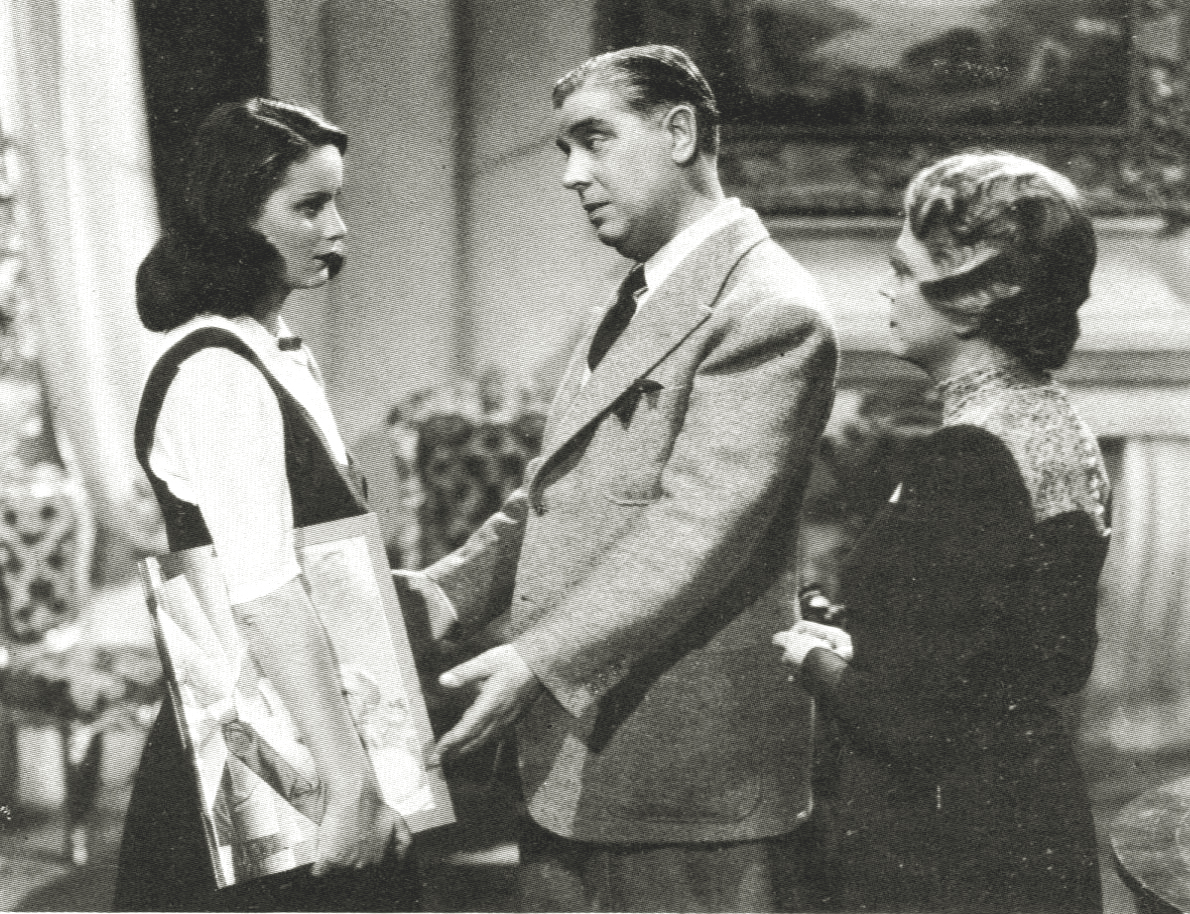
Scena del film con Alida Valli, Carlo Micheluzzi e Giuditta Rissone

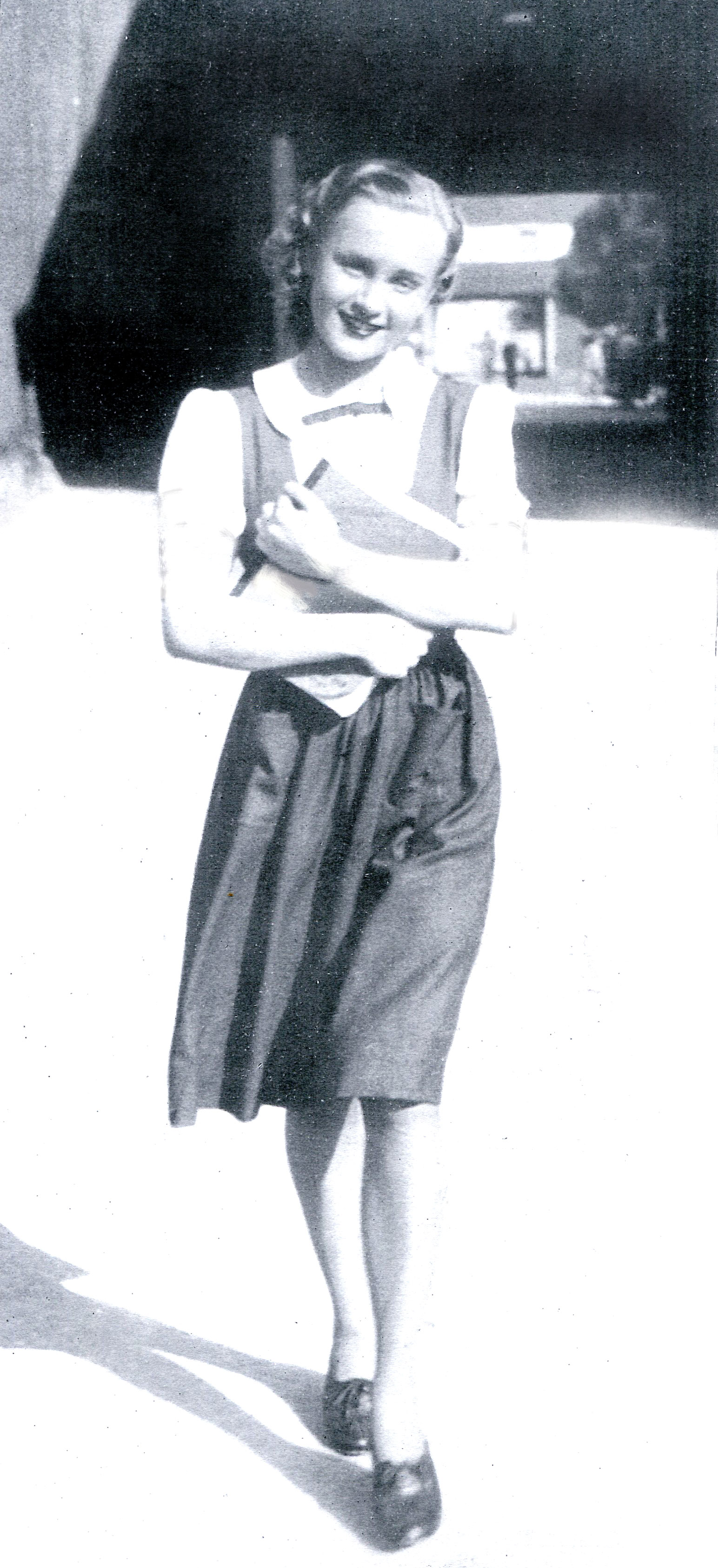
Irasema Dilian, collegiale sul set di ore 9 lezione di chimica, film per cui ricevette molti apprezzamenti

## Produzione

### Soggetto
Tratto da un soggetto originale scritto da Laura Pedrosi, Ore 9:lezione di chimica si inserisce nel filone della "commedia collegiale" (v. riquadro). Come scrisse Vittorio Solmi in una presentazione del film durante la sua lavorazione, «una volta scoperta una formula, con Maddalena... zero in condotta, i produttori vi si sono gettati a capofitto, tentando di sfruttarla al massimo».
Le riprese del film iniziarono nei primi giorni del giugno 1941 per proseguire nei mesi estivi al teatro 4 di Cinecittà. Per gli esterni la produzione utilizzò alcuni scenari nei dintorni di Roma: un maneggio di equitazione (dove le attrici furono sostituite in groppa ai cavalli da controfigure messe a disposizione dalla G.I.L.), un parco a Frascati ed una villa privata alla periferia della città dotata di piscina.
La produzione mobilitò una nutrita schiera di ragazze da affiancare alle protagoniste ed in totale furono quasi un centinaio le comparse di diversa età che apparvero come collegiali nella pellicola. Per alcune di esse (Bianca Della Corte, Giuliana Pitti, Tatiana Farnese) il film fu anche la prima importante occasione di presenza cinematografica che aprì loro la strada verso impegni successivi, anche se mai in ruoli da protagonista.

### Cast
Quando interpretò il film di Mattoli, Alida Valli aveva appena colto il successo di Piccolo mondo antico e questo brusco passaggio dal ruolo drammatico di Luisa Rigey - Maironi a quello della spensierata collegiale le costò, in un momento difficile per la sua vita privata, diversi commenti negativi. «La Valli questa volta non ci è piaciuta - scrisse Cinema - ha una recitazione troppo ferma nell'intimo e troppo estranea alla sua parte, troppo scolastica». Ed anche successivamente questo cambiamento fu considerato «un incomprensibile ritorno alle sciocche parti di ragazzina in commediole inconsistenti».
Chi invece ottenne lodi generali fu Irasema Dilian (che in questo periodo stava ancora usando il nome "Eva"). «Sopra tutto - scrisse il Corriere della Sera - sta la Maria della Dilian che dà vita ad un personaggio patetico mettendoci una sensibilità, una semplicità ed una dolcezza che ne fanno la vera rivelazione del film», mentre Adolfo Franci, che pure aveva definito i personaggi del film «cincischiati e falsi», le riconobbe «un'esile leggiadria che qui irradia una dolcissima luce di immacolato candore».
I film ambientati in scuole o collegi femminili costituirono un filone molto sfruttato negli anni Trenta e Quaranta e non solo dalla cinematografia italiana. Secondo Elena Mosconi, esso inizia all'origine del sonoro, quando nel 1931 in Germania viene realizzato Ragazze in uniforme. In Italia viene prodotto nel 1934  Seconda B, che, come ha scritto Brunetta, «inaugura, con tutti i suoi stereotipi, un genere che sarà ripreso, con varie intenzioni, negli anni successivi (in cui) la scuola diventa un luogo di conflitto tra una società fondata su principi educativi autoritari ed una diversa morale dei giovani, soprattutto dei personaggi femminili.»
Maddalena... zero in condotta, Teresa Venerdì, Signorinette, Gian Burrasca, sono alcuni dei titoli che fanno parte del "filone" che, secondo Mosconi, raggiunge l'apice nel 1942 con una decine circa di opere in cui la scuola ed il collegio svolgono un ruolo anche solo marginale, compresi quelli, come Il birichino di papà, basati su attrici - cantanti.
Queste pellicole offrirono l'occasione di lancio per una generazione di giovanissime attrici, in parte esordienti. Nascono così le carriere, più o meno lunghe e fortunate, di Carla Del Poggio, Paola Veneroni, Irasema Dilian, Adriana Benetti, oppure quelle "canterine", quali Lilia Silvi o Chiaretta Gelli. Ma altre, benché formate nel Centro Sperimentale di Cinematografia, scompariranno rapidamente, come ad esempio Beatrice Negri, diplomata al Centro nel 1941, debuttante proprio in Ore 9: lezione di chimica, ma poi presente in pochissime altre pellicole nel 1942 e 1943.

### Apporti tecnici
La fotografia del film di Mattoli fu curata dall'operatore tedesco Jan Stallich, che era stato chiamato in Italia da Genina in occasione dell'Assedio dell'Alcazar e questa fu l'unica pellicola non drammatica a cui egli lavorò nel suo breve periodo, meno di tre anni, di permanenza a Cinecittà. La realizzazione dei manifesti del film, per l'Italia, fu affidata ai pittori cartellonisti Anselmo Ballester e Sergio Gargiulo.

## Accoglienza

### Incassi
I giudizi contrastanti della critica non incisero sull'esito economico del film che, in base ai dati disponibili, risulta essere stato uno dei massimi successi commerciali di quegli anni, con un introito che superò gli 11 milioni di lire dell'epoca, rientrando quindi tra le prime pellicole di successo degli anni 1941-'42, subito dopo "kolossal" come I promessi sposi di Camerini (oltre 18 milioni), Bengasi di Genina (circa 16 milioni), La cena delle beffe di Blasetti (quasi 13 milioni) e Tosca di Renoir e Koch (che introitò 12 milioni). Il successo di pubblico di Ore 9: lezione di chimica fu testimoniate anche dai 15 o 20 giorni di "tenitura" del film nelle prime visioni delle sale di Roma e Milano. Il ricordo di questo successo incoraggiò Mattoli a realizzare, quattordici anni dopo, un "remake" del film che fu titolato Le diciottenni, con Marisa Allasio e Virna Lisi.

### Critica
Ore 9: lezione di chimica fece parte della selezione italiana alla Mostra del cinema che si tenne a Venezia nel settembre del 1941 e che, dato il periodo bellico, fu ribattezzata più semplicemente "Mostra italo-tedesca". Qui fu proiettato nella serata del 5 settembre, ottenendo, come narrano le cronache, «ripetuti applausi sia al regista che alla protagonista Alida Valli, presenti allo spettacolo». L'attrice dovette anche subire in piazza San Marco un assalto di ammiratori tale da metterne a rischio l'incolumità fisica.
I commenti al film in occasione della sua "prima" veneziana furono però contrastanti. Se da un lato La Tribuna scrisse di «un film tutto un profumo di grazie gentilezza», dall'altro nel giudizio di Bianco e nero si parlò di «un tributo alla strada del femminismo, con la garrula presenza di giovani, amori ed amorazzi (che) il regista ha saputo maneggiare con quella sicurezza che il ricettario corrente prescrive». Adolfo Franci proclamò di «fare voti affinché questi film di fanciulle buone o cattive, sapute o ignoranti, di educande ed educandati, siano più rari e non nascano uno dietro l'altro». Un giudizio intermedio fu quello del Messaggero, secondo il quale si trattava del «film più piacevole di quanto ne ha diretti sinora Mattoli. Non ha pretese trascendentali, ma è una storia semplice, raccontata anche con chiarezza e col brio adeguato».
Vi fu anche chi, considerato il momento storico, criticò pesantemente il tono allegro e spensierato del film. Tra questi il più duro fu Massimo Bontempelli che sul settimanale Film stroncò la pellicola, suscitando la reazione del produttore Manenti che chiese al ministro della cultura popolare Pavolini di bloccare l'uscita del periodico. Per scongiurare un intervento così dannoso il direttore del rotocalco, Mino Doletti, fu costretto a revocare l'incarico di Bontempelli ed a nominare un sostituto, che firmò come "Vice" i successivi commenti dalla mostra veneziana.

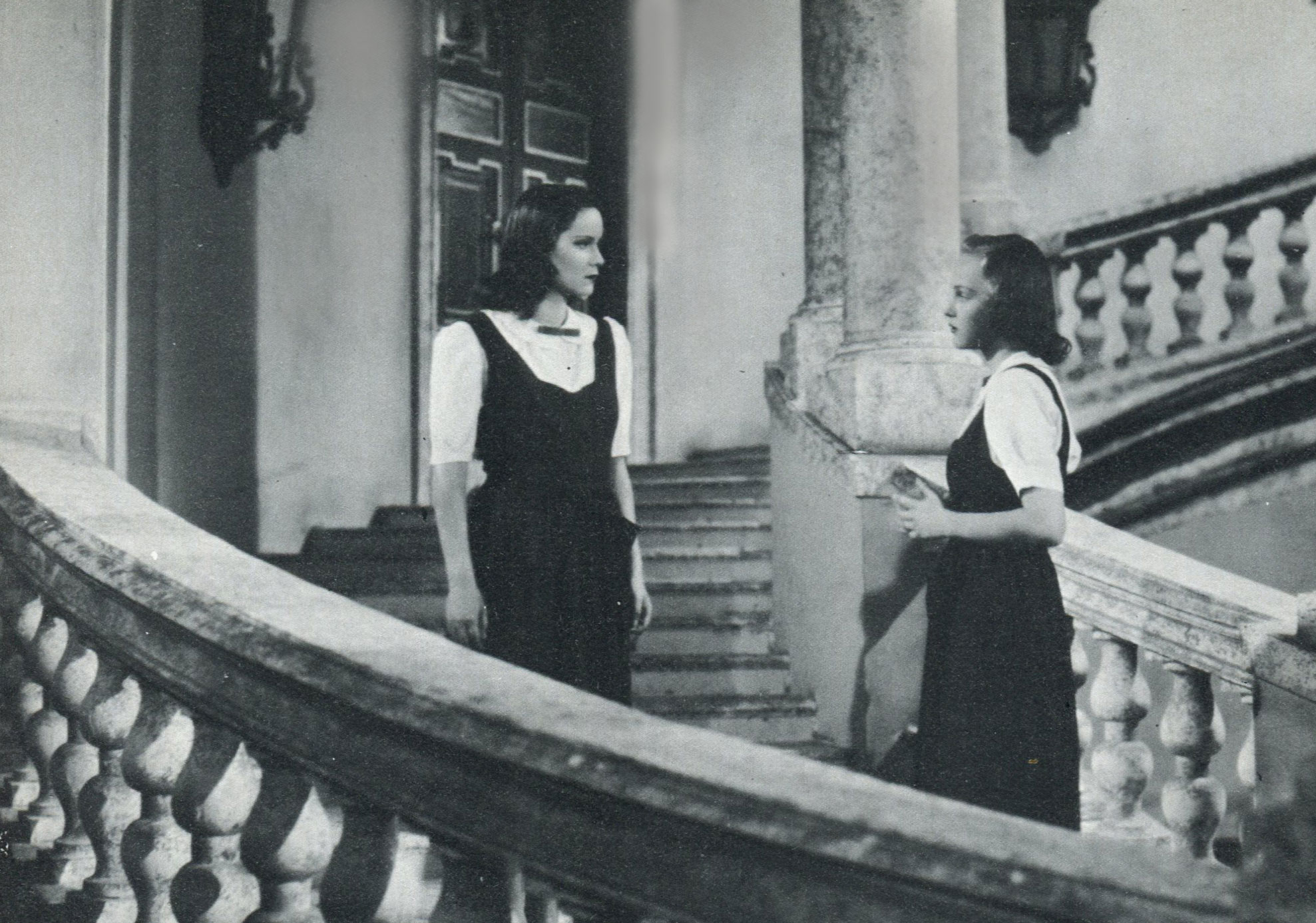
Lo scontro tra Anna e Maria nei fastosi - troppo fastosi secondo alcuni commentatori - ambienti del collegio

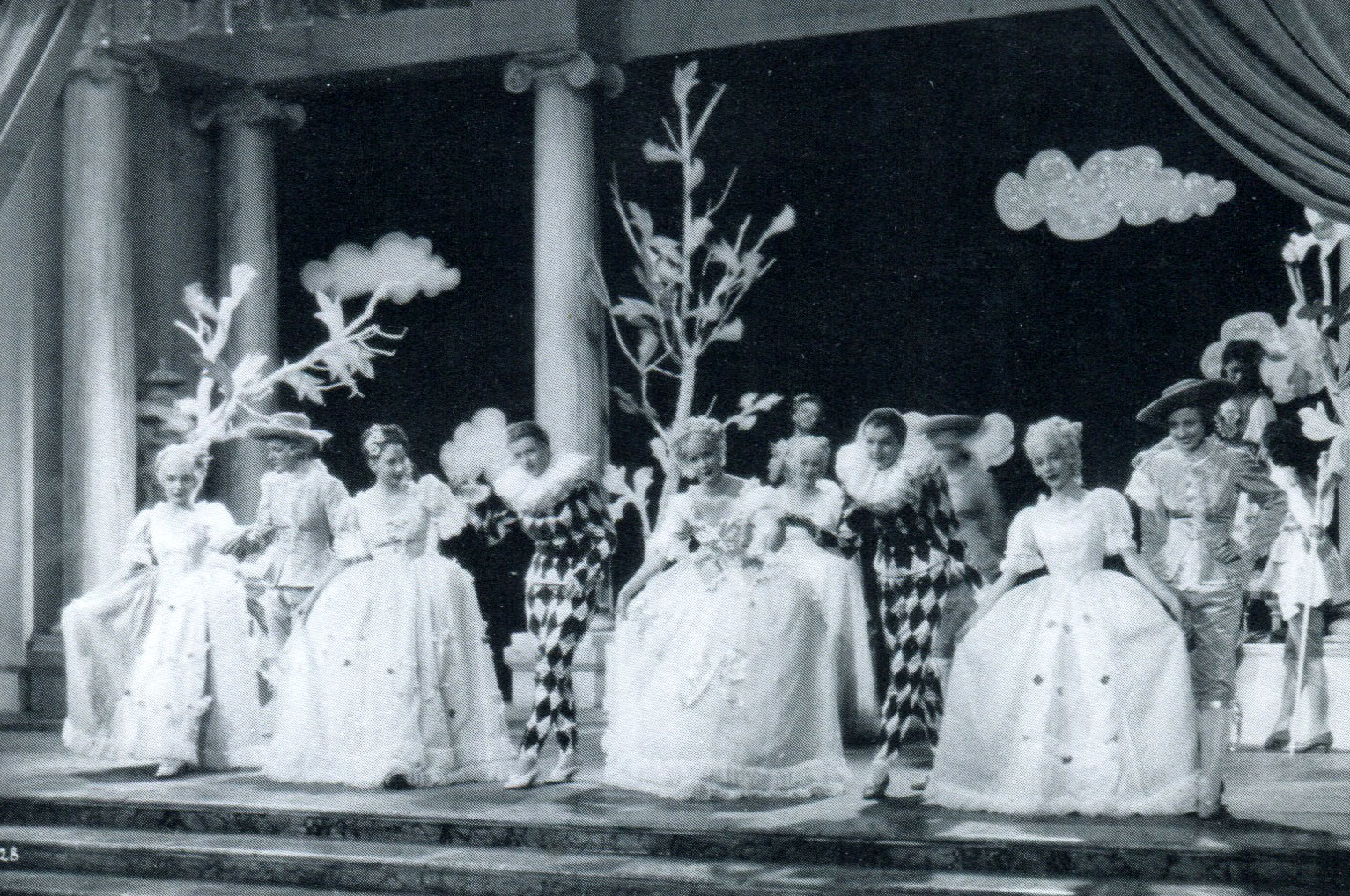
La scena del ballo finale

In ogni caso Ore 9: lezione di chimica fu uno dei pochi film italiani che non ricevette alcun riconoscimento nel corso della manifestazione lagunare, pur così generosa di premi, coppe e targhe verso la maggioranza delle pellicole presenti (su 7 film italiani presentati a Venezia, solo 2, e tra essi quello di Mattoli, non furono premiati).

#### Critica contemporanea
Dopo la "prima" veneziana, il film iniziò a circolare nelle sale a partire dalla seconda metà dell'ottobre 1941, confermando quei commenti alterni che aveva già riscosso alla Mostra, anche se tutti riconobbero al film alcune qualità tecniche. «In Ore 9: lezione di chimica i pregi non sono di originalità, ma di fattura, e non è detto che un film per essere buono e piacevole, debba scoprire l'America. L'intonazione generale è vivace e festosa, piena di tocchi d'ambiente che la regia di Mattoli ha saputo rendere con garbo». Ci fu anche chi ironizzò sull'ennesimo film di ambiente collegiale e sui fastosi ambienti dell'Istituto: «per essere allieve di un Istituto così costoso, le attrici non sono abbastanza avvenenti. Il film è per tre quarti divertente, poi Mattoli s'è accorto che un film con queste ragazze non poteva essere solo divertente e subito si è dato da fare per far nascere qualche guaio».

#### Commenti successivi
Col passare del tempo questo film di Mattoli, come tanti dell'epoca, subì i giudizi negativi che accomunarono la produzione cinematografica italiana di quel periodo. «Una montagna di pellicole leggere ed incolori - questo il commento del severo Guido Aristarco - con ragazze sventate in sottoveste, avventure e tradimenti, equivoci amorosi, ambientati a Budapest o in imprecisate città per salvaguardare il buon nome della famiglia italiana». E, quanto alle interpreti, «le attrici sono tanto carine quanto volutamente modeste, il loro spirito è adolescenziale; quasi tutte saranno premiate con un principe azzurro che si occupa della loro vita e che ristabilirà quelle regole momentaneamente, per scherzo o per caso, trasgredite».

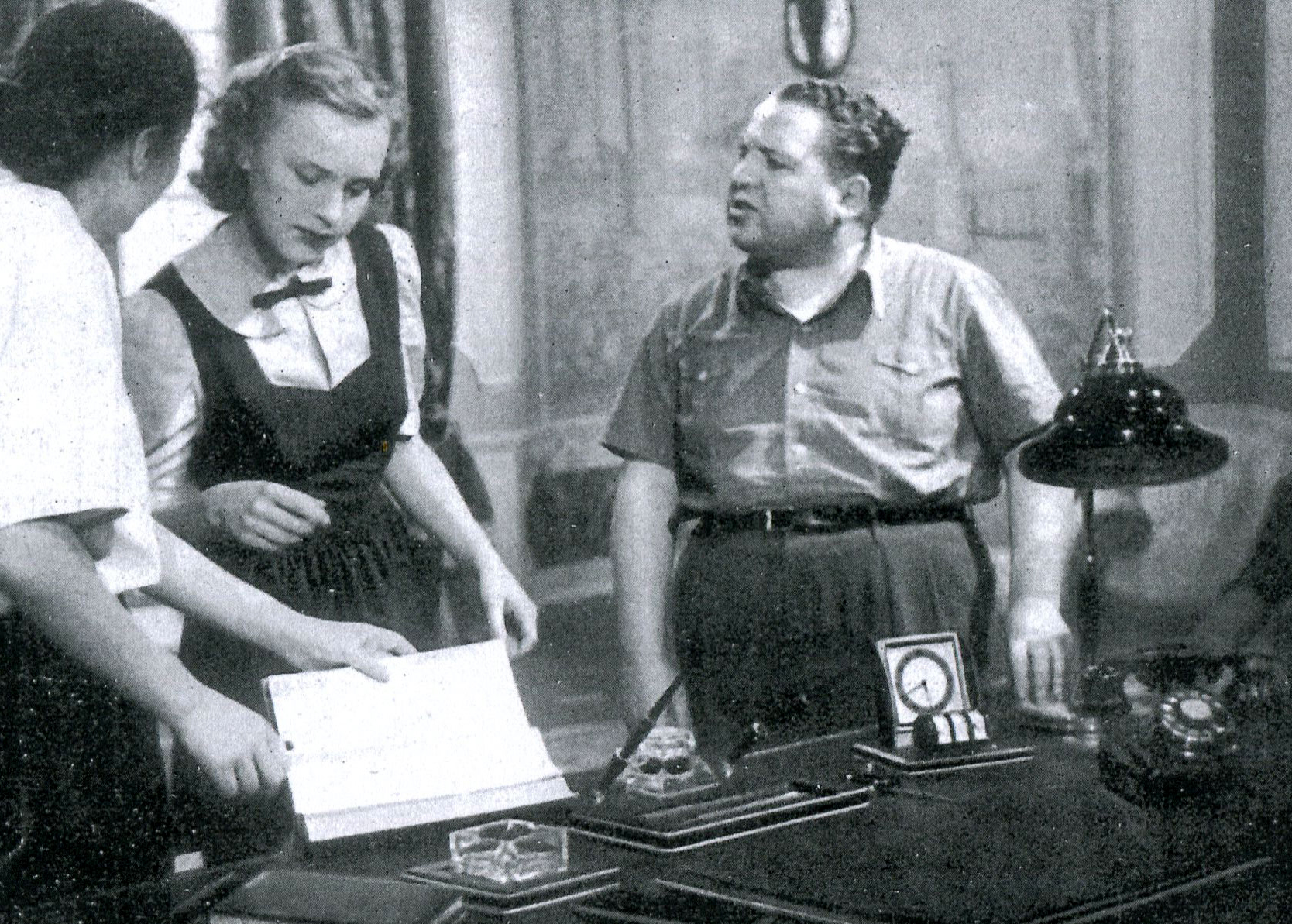
Il regista Mario Mattoli, a destra, sul set del film, mentre dà indicazioni sulle riprese a Irasema Dilian

Tuttavia, Della Casa attribuisce al film un «meccanismo perfetto, in un ambiente scolastico che vede la compresenza di ordine e trasgressione, disciplina e pulsioni (...) Mattoli sottolinea la componente erotica, sempre presente nei collegi femminili al cinema, ma qui particolarmente esplicita». Più recentemente anche il Mereghetti fa riferimento alla componente sensuale, descrivendo il film di Mattoli come «una commedia piacevole e garbata, un po' osé per i tempi, tutta giocata all'interno di un collegio tra ordine, trasgressione e pulsioni (moderatamente) sessuali».